# Slunéčkovití

Základní anatomie slunéčka

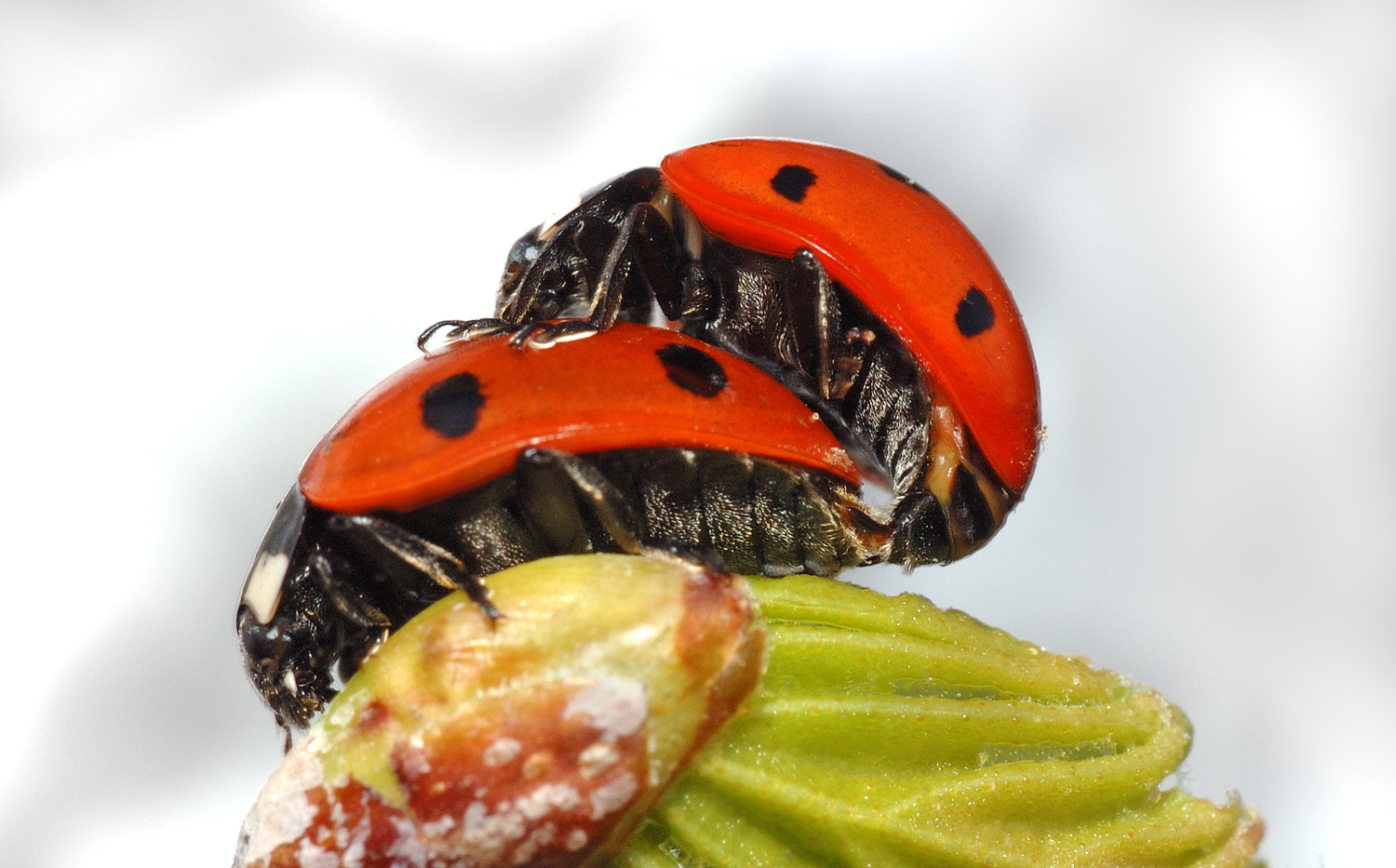
Slunéčko sedmitečné, pár při kopulaci

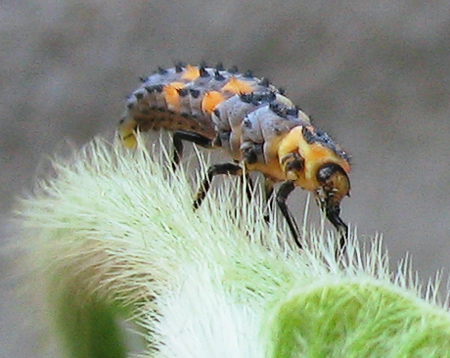
Larva slunéčka

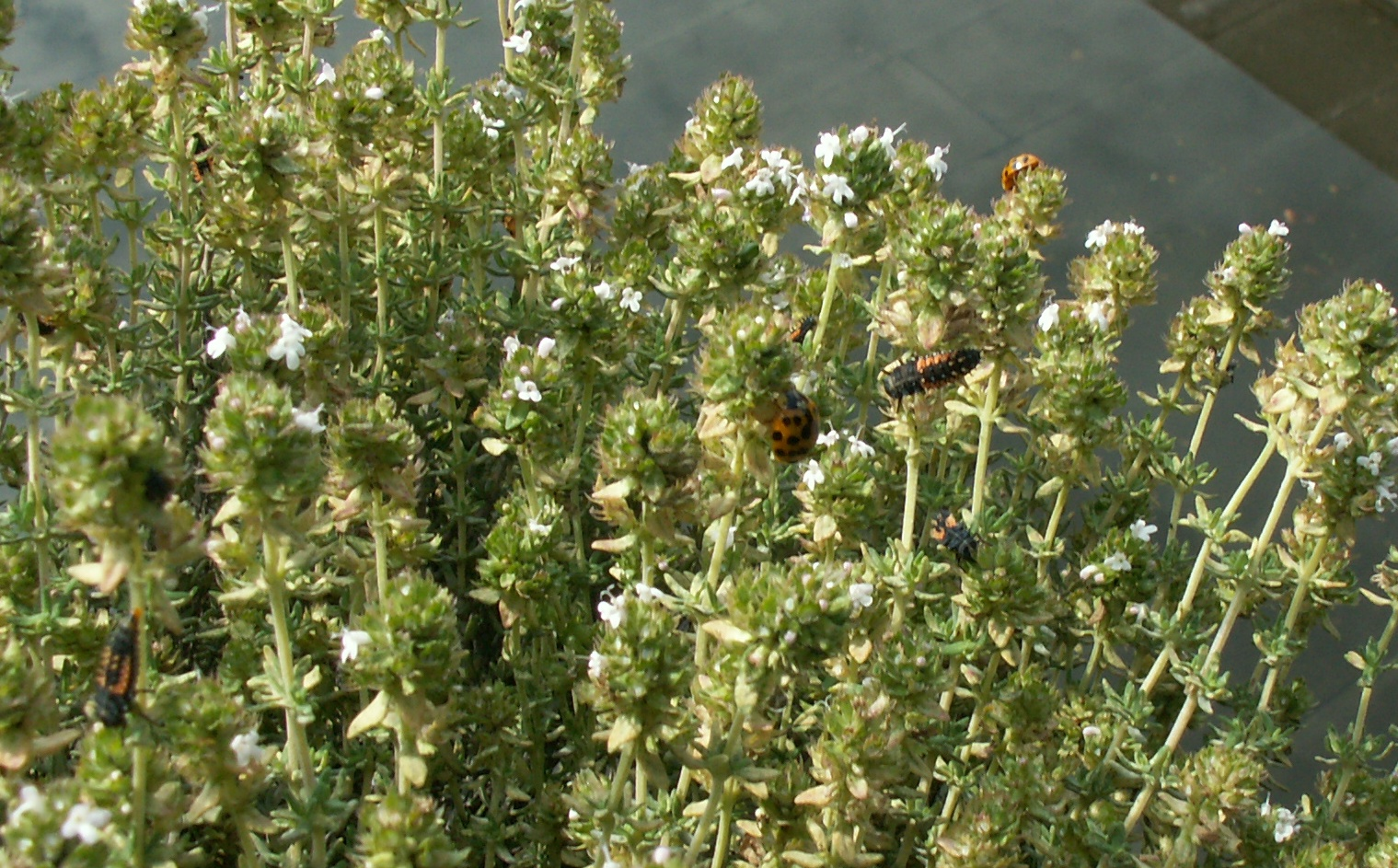
Slunéčka v různém stadiu vývoje

Slunéčkovití (Coccinellidae) je čeleď brouka, kterému se lidově říká sluníčko, berunka, beruška či mnoha jinými názvy (viz článek slunéčko sedmitečné). Jméno čeledi je odvozeno od jména rodu, slunéčka (Coccinella).
Slunéčkovití jsou rozšířeni po celém světě a je popsáno přes 5000 druhů. Slunéčkovití brouci jsou velcí od 1 do 10 mm a jsou převážně žlutí, oranžoví nebo jasně červené barvy, s malými skvrnami černé barvy na krovkách, s černými tykadly, hlavou a nohama. Velký počet druhů je zbarvený pouze černě nebo hnědě, takže pro neodborníka jsou nerozeznatelné.
Všeobecně jsou slunéčkovití považováni za užitečný hmyz, protože se živí mšicemi a jiným hmyzem škodícím na polích, v zahradách, sklenících a podobných místech. Někteří lidé je považují za nositele štěstí, když jim slunéčka přistanou na těle, naopak jejich zabití podle pověry přináší neštěstí. Některé druhy mohou být i škůdci.

## Biologie
Slunéčkovití jsou typickými predátory na stejnokřídlých (např. mšicích a červcích), nicméně členové podčeledi Epilachninae jsou brouci býložraví a mohou být velmi obávanými škůdci na zemědělských plodinách (Epilachna varivestis – mexický fazolový brouk). Někdy slunéčka žerou určité rostliny nebo plodiny, když nemají k dispozici svou přirozenou potravu. Slunéčka používána jako prostředek biologického boje s některými škůdci (v Severní Americe jsou to druhy Harmonia axyridis nebo Coccinella septempunctata) mohou v konkurenčním boji vytlačit domorodá slunéčka a mohou se stát samy škůdci.
Slunéčkovití jsou často zbarveni výraznými barvami, aby odrazovali své potenciální nepřátele. Tato ochrana působí proto, že mnozí z predátorů si spojují výrazné barvy (zvláště oranžovou a černou nebo žlutou a černou) s jedovatostí a dalšími nepříjemnými vlastnostmi živočichů. Tento fenomén se nazývá aposematismus. Je pravdou, že mnozí slunéčkovití jsou opravdu jedovatí pro malé predátory, jako ještěrky a malé ptáky, jinak dospělý člověk by mohl sníst několik stovek slunéček, než by pocítil nějaký účinek. Dospělá slunéčka mají „krvácivý reflex“, kdy ze svých žláz na nožičkách vypouštějí žlutou olejovitou tekutinu (hemolymfu) se silným odpudivým účinkem. Tento obranný mechanismus brouk obvykle spouští, když je s ním zacházeno neopatrně nebo je napaden.
Většina slunéčkovitých brouků se páří na jaře nebo v létě a samičky kladou shluk vajíček (od několika kusů až po několik stovek, což záleží na druhu) co možná nejblíže ke koloniím mšic. U většiny druhů se do jednoho týdne z vajíček vylíhnou larvy. Ve stadiu larvy jsou 10–15 dnů; pak se proměňují v kuklu, ze které se vylíhne dospělý brouk. Tento životní cyklus u slunéčkovitých trvá od 4 do 7 týdnů. Většina slunéček je jednogeneračních, reprodukují se pouze jednou generací ročně, jsou však i druhy, které mají za rok generace dvě.
Slunéčkovití kladou neplodná vajíčka vedle plodných. Děje se tak proto, aby larvy po vylíhnutí měly dostatek potravy. Poměr neplodných a plodných vajíček se navyšuje podle dostupnosti potravy v době kladení vajíček
Některé druhy jsou stěhovavé a v době stěhování tvoří velká seskupení, která vytvářejí i v čase ukládání k zimnímu spánku.

## Výskyt
Většina slunéčkovitých je pro pěstitele prospěšná. Na jaře je možné je najít v zelinářské zahradě, jak požírají mšice. Stejně jako ostatní hmyz, ukládají se slunéčkovití k zimnímu spánku. Některé druhy (např. Hippodamia convergens) se shlukují do skupin a stěhují se do vyšších poloh (hor), kde zahajují diapauzu (přezimování). Slunéčka jsou obvykle nalézána v blízkosti mšic a červců, kam samičky kladou svá vajíčka, aby vylíhlé larvy snadněji nalezly svou potravu. Protože mšice a červci jsou rozšířeni po celém světě, jsou i slunéčkovití brouci kosmopolitním hmyzem.

## Slunéčkovití jako škůdci v domácnosti
Ačkoliv jsou domácí druhy slunéčkovitých považovány za užitečné, v Severní Americe se rozšířilo asijské slunéčko (Harmonia axyridis), které tam bylo ve 20. století vysazeno na potírání mšic, škodících na zemědělských plodinách. V některých regionech se toto slunéčko stalo škůdcem pro svůj zvyk přezimovat v lidských obydlích a pověst škůdce začíná nabývat i v Evropě, kde se mu říká „slunéčko Harlekýn“.

## Taxonomie
V Evropě je 75 rodů ve kterých je více než 250 druhů a poddruhů. Celosvětově je v čeledi nad 5500 druhů ve 360 rodech.

### Podčeleď Coccidulinae
- Lithophilini
- Monocorynini
- Coccidulini
  - Kometka červenavá (Coccidula rufa)
  - Rhyzobius chrysomeloides
  - Kometka písmenková (Rhizobius litura)
- Noviini
- Poriini
- Exoplectrini
- Azyini
- Cranophorini
- Oryssomini

### Podčeleď Coccinellinae
- Singhikalini
- Coccinellini
  - Slunéčko osmnáctiskvrnné (Myrrha octodecimguttata)
  - Slunéčko mravenčí (Coccinella magnifica)
  - Slunéčko východní (Harmonia axyridis)
  - Slunéčko velké (Anatis ocellata)
  - Slunéčko horské (Hippodamia notata)
  - Slunéčko třináctitečné (Hippodamia tredecimpunctata)
  - Slunéčko jedenáctitečné (Coccinella undecimpunctata)
  - Slunéčko pětitečné (Coccinella quinquepunctata)
  - Slunéčko vřesové (Coccinella hieroglyphica)
  - Slunéčko růžové (Oenopia conglobata)
  - Slunéčko dlouhoskvrnné (Myzia oblongoguttata)
  - Slunéčko desetiskvrnné (Calvia decemguttata)
  - Slunéčko lesní (Aphidecta obliterata)
  - Slunéčko dvacetiskvrnné (Sospita vigintiguttata)
  - Slunéčko sedmitečné (Coccinella septempunctata)
  - Slunéčko sedmiskvrnné (Hippodamia septemmaculata)
  - Slunéčko devatenáctitečné (Anisosticta novemdecimpunctata)
  - Slunéčko čtrnáctislunné (Coccinula quatuordecimpustulata)
  - Slunéčko bezskvrnné (Oenopia impustulata)
  - Slunéčko pestré (Adonia variegata)
  - Slunéčko čtyřtečné (Harmonia quadripunctata)
  - Slunéčko čtrnáctitečné (Propylaea quatuordecimpunctata)
  - Slunéčko čtrnáctiskvrnné (Calvia quatuordecimguttata)
  - Slunéčko desetitečné (Adalia decempunctata)
  - Slunéčko dvojtečné (Adalia bipunctata)
- Halyziini
  - Slunéčko šestnáctiskvrnné (Halyzia sedecimguttata)
  - Slunéčko dvaadvacetitečné (Psyllobora vigintiduopunctata)
- Tytthaspidini
  - Slunéčko šestnáctitečné (Tytthaspis sedecimpunctata)
- Discotomini

### Podčeleď Scymninae
- Aspidimerini
- Stethorini
  - Huňáček tečkový (Stethorus punctillum)
- Scymnini
  - Huňáček smrkový (Scymnus abietis)
  - Clitostethus arcuatus
- Diomini
- Scymnillini
- Selvadiini
- Hyperaspidini
- Brachiacanthadini
- Pentiliini
- Cryptognathini

### Podčeleď Ortaliinae
- Ortaliini

### Podčeleď Sticholotidinae
- Sukunahikonini
- Cephaloscymnini
- Microweiseini
- Carinodulini
- Serangiini
- Shirozuellini
- Plotinini
- Sticholotidini
- Limnichopharini
- Argentipilosini

### Podčeleď Epilachninae
- Epilachnini
  - Slunéčko vojtěškové (Subcoccinella vigintiquatuorpunctata)
  - Vlnáč Argus (Henosepilachna argus)
- Epivertini
- Cynegetini
  - Vlnáč netečný (Cynegetis impunctata)
- Eremochilini

## Fotogalerie

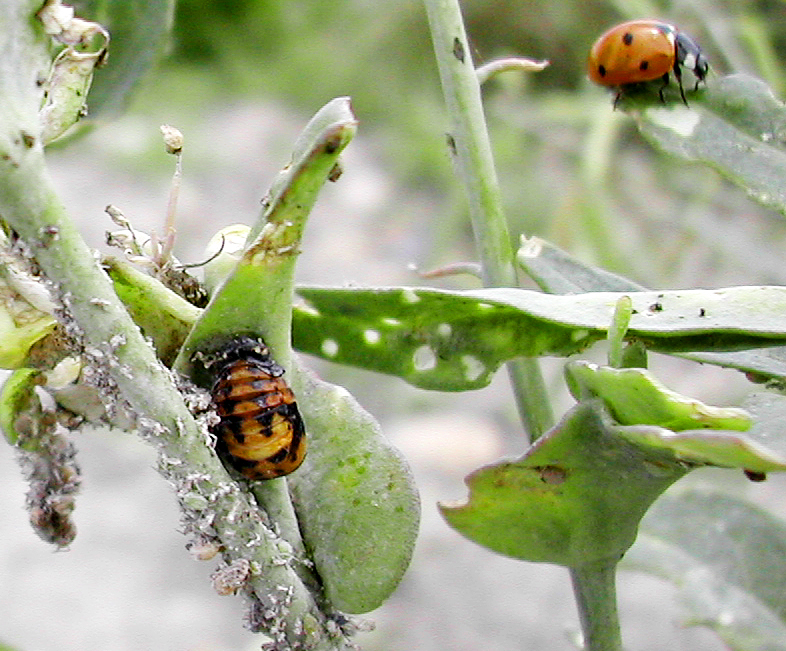
Slunéčko ve stadiu kukly
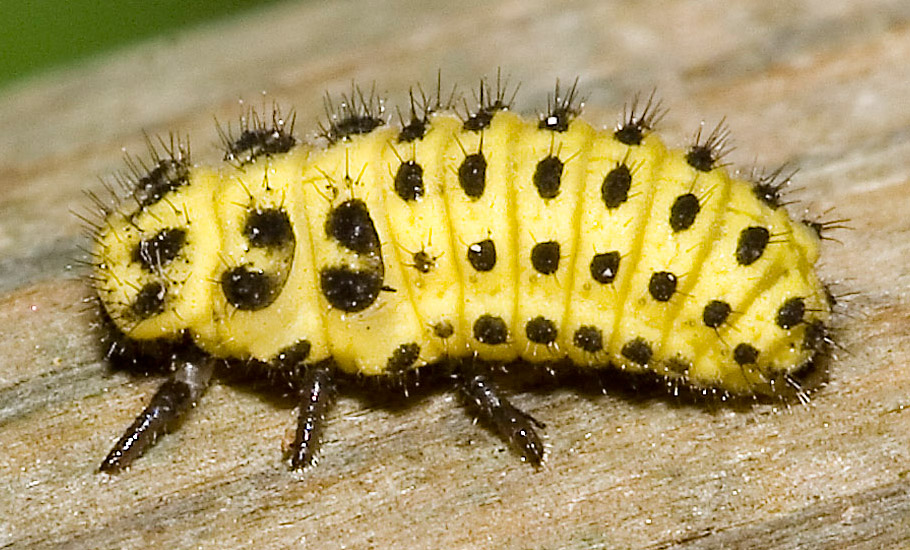
Larva slunéčka (Psyllobora vigintiduopunctata)
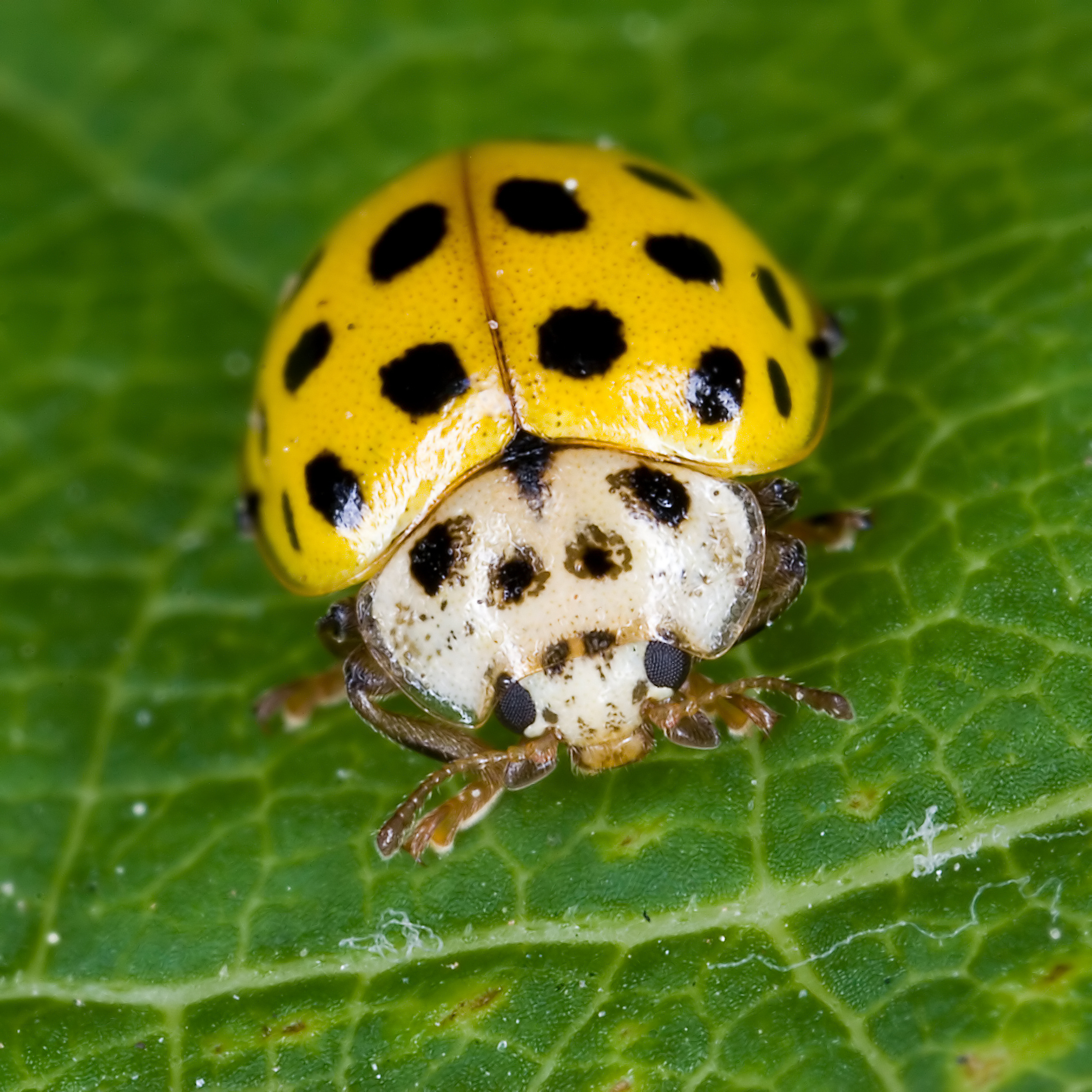
Slunéčko dvaadvacetitečné (Psyllobora vigintiduopunctata)
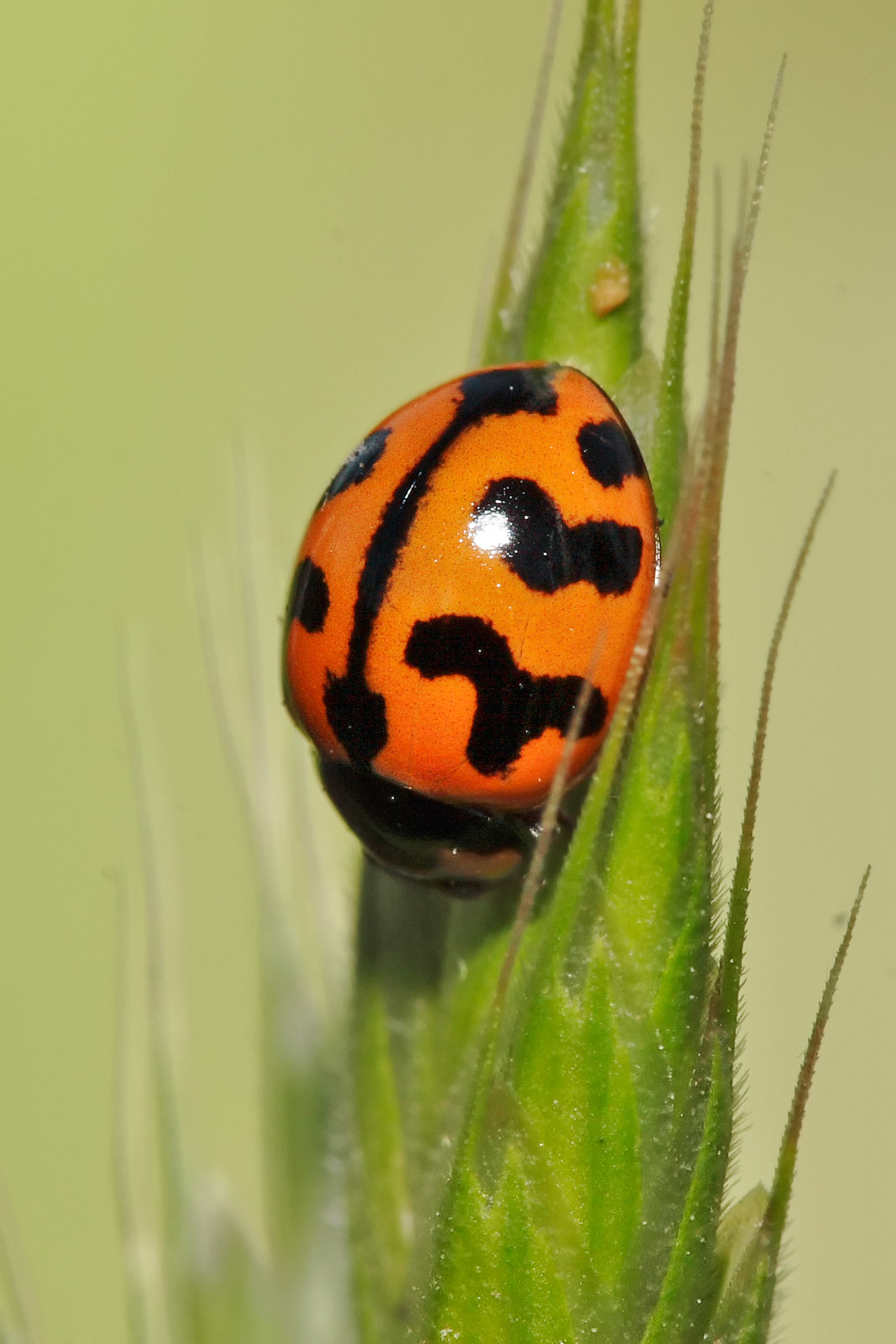
Brouk rodu Coccinella z USA
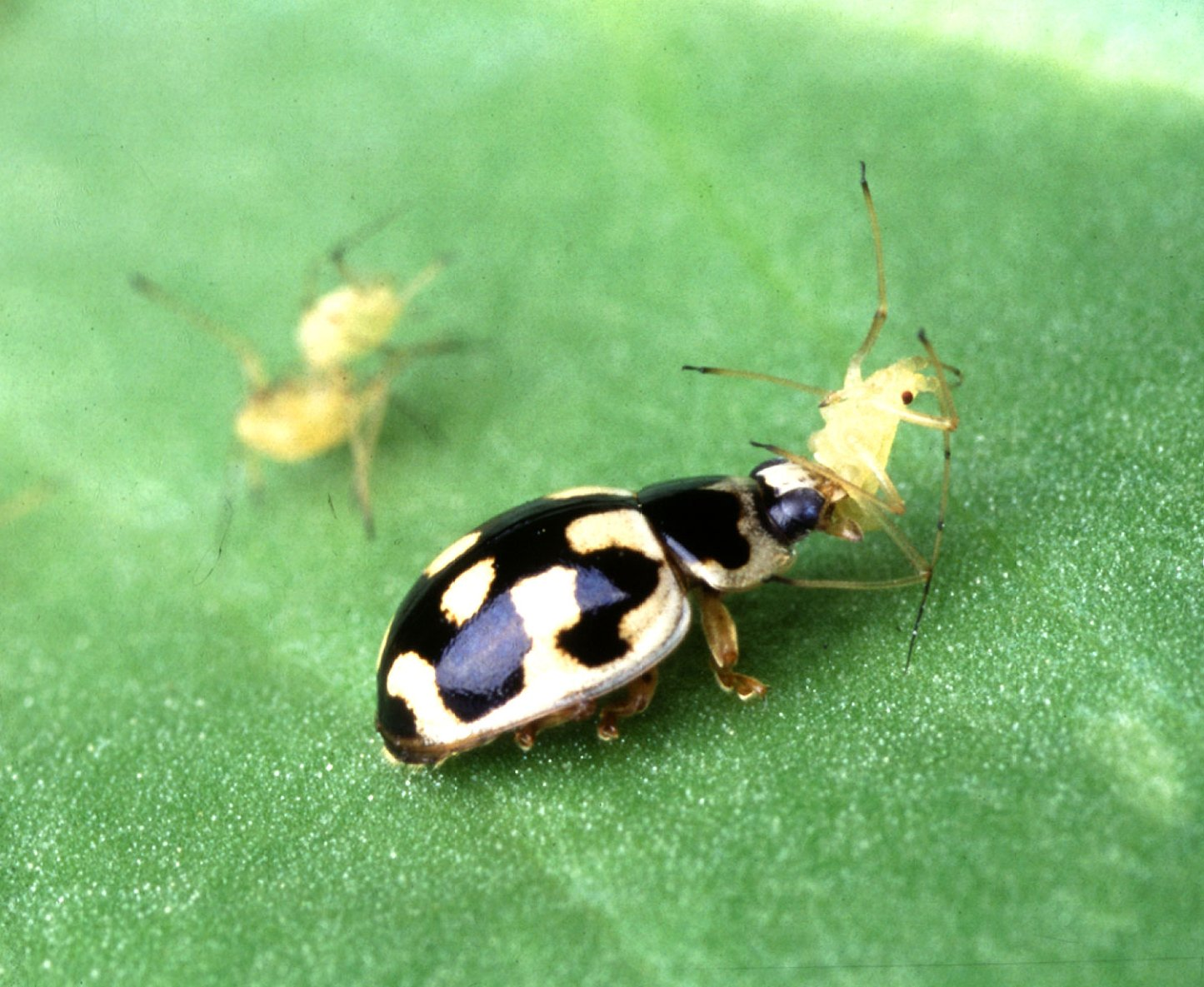
Slunéčko čtrnáctitečné požírající mšice
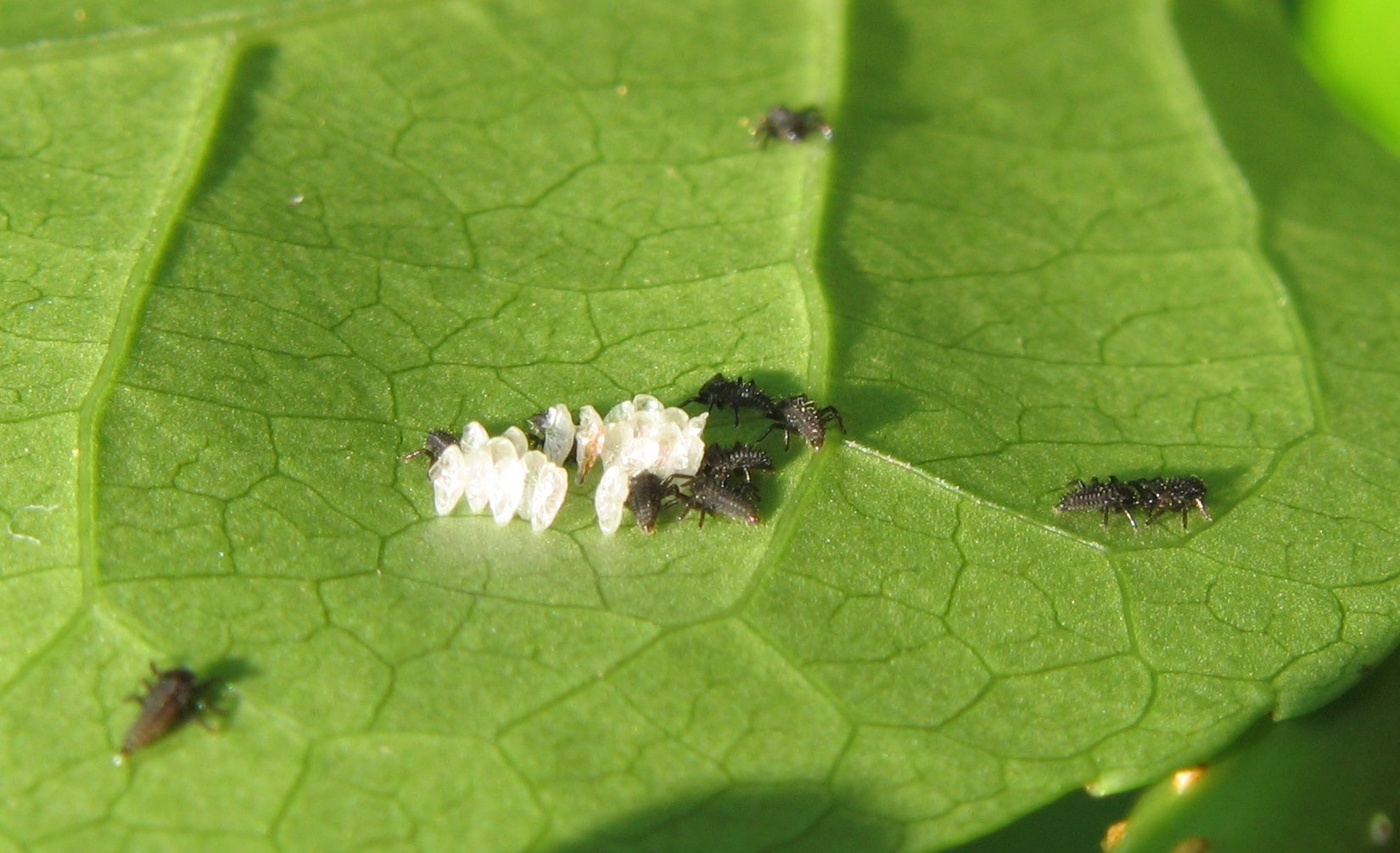
Larvy právě vylíhlé z vajíček
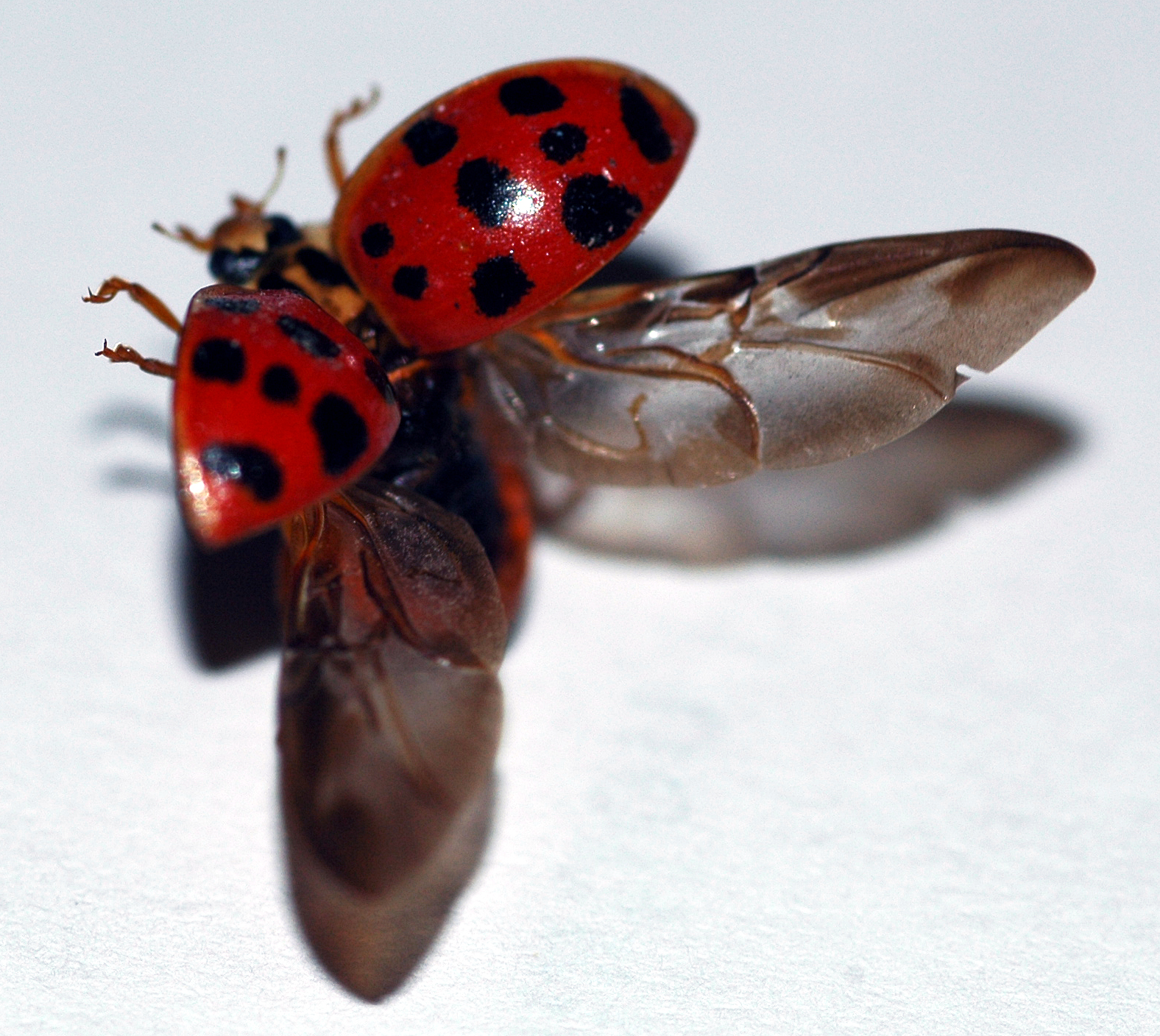
Slunéčko východní vzlétá
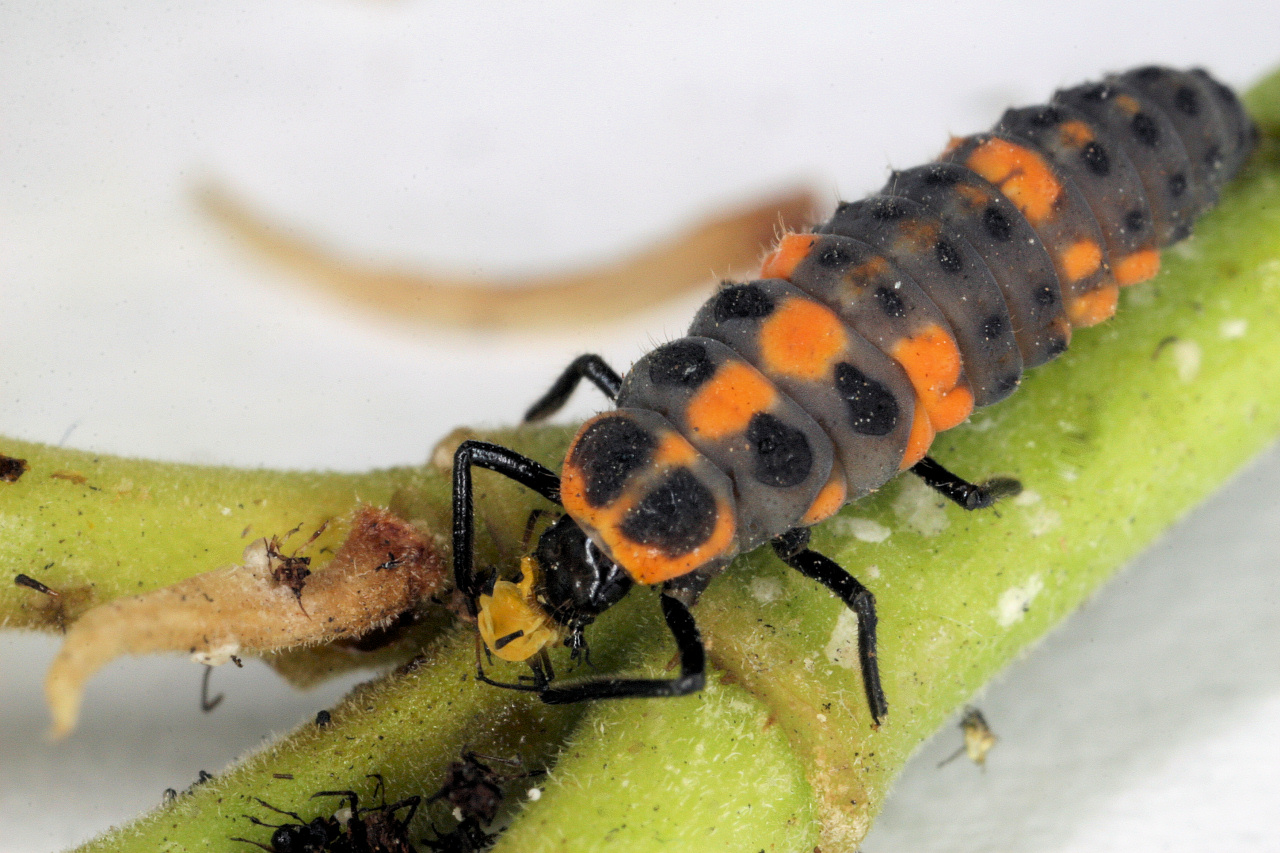
Larvy slunéčka požírající mšice
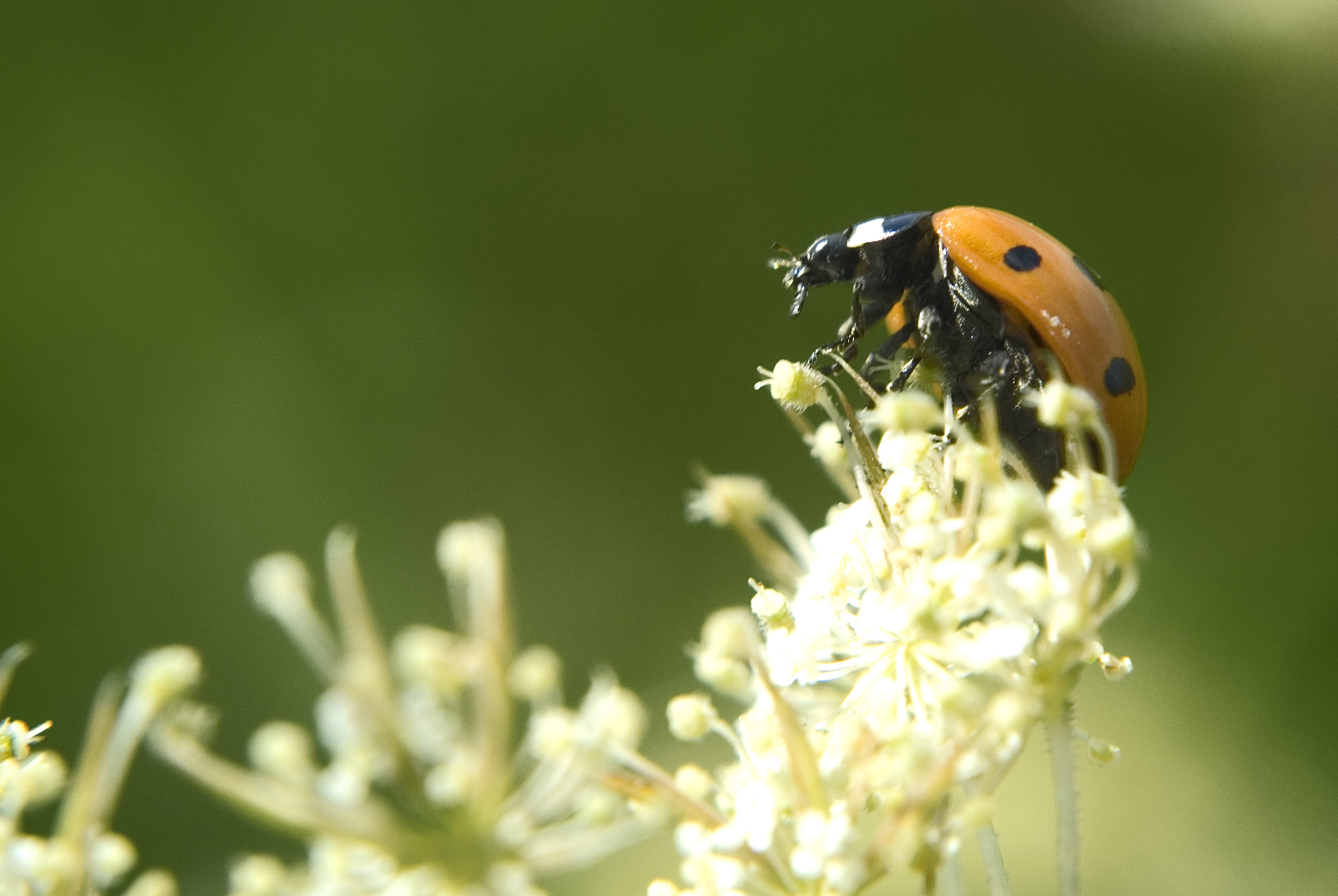
Slunéčko sedmitečné (Coccinella septempunctata)
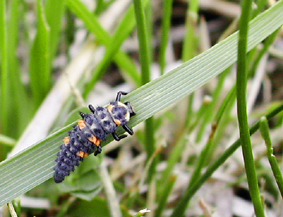
Larva slunéčka
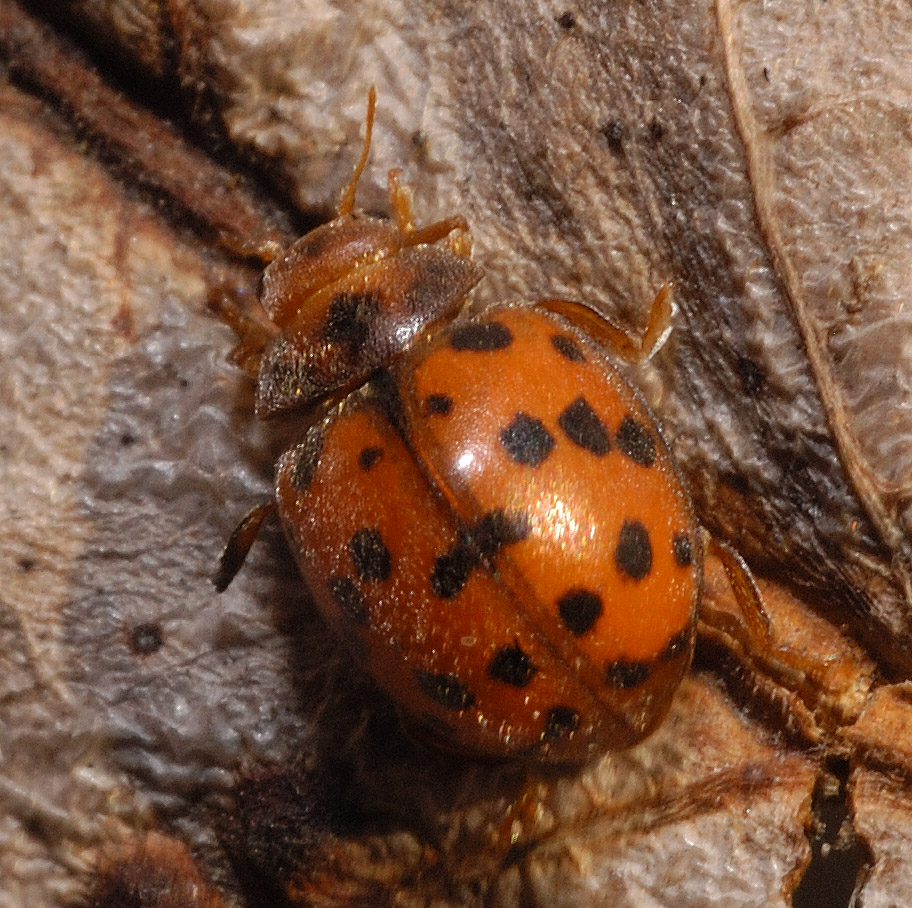
Slunéčko vojtěškové (Subcoccinella vigintiquatuorpunctata)